# Готьє Юрій Володимирович
Готьє́ Ю́рій Володи́мирович (нар. 30(18) червня 1873 — пом. 17 грудня 1943) — історик, археолог. Академік АН СРСР (1939). Народився в Москві. Закінчив Московський університет (1895). Від 1902 — на викладацькій роботі в цьому ВНЗ (з 1915 — професор) й інших навчальних закладах. Одночасно (1898–1930) працював у бібліотеці Румянцевського музею (нині — Російська державна бібліотека у місті Москві) й Державному історичному музеї (1922-30).
Від 1900 брав участь в археологічних розкопках на території Московської губернії, а також в Україні — на Харківщині (1901), в Криму (1927) та інших регіонах. Підсумком цих досліджень стала його праця з історії матеріальної культури Східної Європи, написана на основі паралельного вивчення археологічних й історичних (літературних) першоджерел. На формування Готьє як історика помітно вплинув В.Ключевський; Готьє належав до найвизначніших представників його наукової школи. Автор понад 150 наукових праць. Основна їх проблематика пов'язана з різноманітними аспектами історії Російської держави 17 і 18 століть, що стосуються передусім специфіки її економічного розвитку, землеволодіння, місцевого управління, селянської реформи, питань історичної географії та ін. Велику увагу приділяв вивченню історичної долі слов'янських народів. У своїх дослідженнях торкався важливих проблем історії України, пов'язаних із процесами виникнення козацтва, формування кріпацтва, розвитку феодального землеволодіння, подіями національної революції 1648–1676 (розділ, присвячений Малоросії 16-17 століть, у книзі «Очерк истории землевладения в России»). Від 1926 — співробітник редакції «Великої радянської енциклопедії» та «Малої радянської енциклопедії», де надруковано понад 100 його статей і заміток, у тому числі — історичний нарис «Киев». Брав участь у підготовці багатотомної «Истории СССР».
Помер у місті Москві.

## Твори
- Замосковный край в XVII веке. Опыт исследования по истории экономического быта Московской Руси. М., 1906;
- Материалы по исторической географии Московской Руси. Замосковные уезды и входившие в их состав страны и волости по писцовым и переписным книгам XVII столетия. М., 1906;
- История областного управления в России от Петра I до Екатерины II, т. 1. М., 1913;
- Очерк истории землевладения в России. Сергиев-Посад, 1915;
- История южных славян. М., 1916; Очерки по истории материальной культуры Восточной Европы до основания первого русского государства, т. 1. Л., 1925;
- Железный век в Восточной Европе. М.-Л., 1930;
- Исторические судьбы Западной Украины и Западной Белоруссии. «Исторический журнал», 1940, № 1.